# Alan Glen
Alan Glen (* 1951 in Wuppertal, Deutschland) ist ein britischer Mundharmonikaspieler. Bekannt wurde er durch seine Arbeiten mit The Yardbirds, Nine Below Zero, Little Axe, The Incredible Blues Puppies und seiner eigenen Band The Barcodes.

## Leben
Alan Glen begann mit dem Mundharmonikaspielen in den späten 1960er-Jahren, nachdem er Muddy Waters und das American Folk-Blues Festival in London gehört hatte. Erste Einflüsse waren Little Walter, Sonny Boy Williamson und Junior Wells.
Nachdem er bei verschiedenen Bands gespielt hatte, wurde er 1991 Mitglied von Nine Below Zero, wo er bis 1995 spielte. 1996 wurde er Mitglied der Yardbirds, wo er bis 2003 blieb; nochmals spielte er 2008/2009 bei den Yardbirds.
Alan Glen ist ein gesuchter Musiker; so spielte er auf über 30 Alben als Begleitmusiker oder trat auf Tourneen auf (Alannah Myles, Jeff Beck, Steve Vai, Slash, John Mayall, Steve Lukather, Skunk Baxter).
Alan Glen spielte beim Montreux Jazz Festival, Brecon Jazz Festival und Nice Jazz Festival, im Hollywood House of Blues, in der Royal Albert Hall und in verschiedenen Fernseh- und Radioshows. Mit Peter Green trat er beim Long Beach Blues Festival auf; ebenso absolvierte er Auftritte mit Paul Jones, Junior Delgado und Hubert Sumlin.

## Diskographie (Auswahl)
- The Yardbirds

Birdland (Favored Nations) – 2003
- Nine Below Zero

Off the Hook (China Records) – 1992
Hot Music for a Cold Night (I.R.S. Records) – 1994
Best of Nine Below Zero (I.R.S. Records) – 1994
- Dr. Feelgood

On the Road Again (Grand Records) – 1994
- Little Axe

Slow Fuse – (M&G Records) – 1996
Hard Grind – (Fat Possum Records) – 2002
Champagne and Grits – (Real World Records) – 2004
- Junior Delgado

Reasons (Big Cat Records) – 1999
- The Barcodes

Keep your Distance (Note Records) – 2000
Independently Blue (Note Records) – 2004
With Friends Like These (Note Records) – 2006
Live – In Session for the BBC (Note Records) – 2007
Be Cool – The Very Best Of The Barcodes (Note Records) – 2011
- Incredible Blues Puppies

Puppy Fat (Note Records) – 2005
In The Doghouse (Note Records) – 2008
- Roger Cotton and Alan Glen

Born in Black & White (Note Records) – 2003
- Alan Glen

Stone Fox Chase – 2004